# Tu viện Thánh Gioan, Müstair
Tu viện Thánh Gioan (tiếng Đức: Benediktinerinnenkloster St. Johann,tiếng Romansh: Claustra benedictina da Son Jon) là một tu viện dòng Biển Đức cổ ở Val Müstair, Graubünden, Thụy Sĩ. Nó mang kiến trúc Nghệ thuật Carolingian đặc biệt được bảo quản rất tốt và đã được UNESCO công nhận từ năm 1983.

## Lịch sử
Carolingian Phục hưng là sâu xa của sự nợ nần đến thành công của Charlemagne như là một vị vua và thánh bảo trợ, động lực đằng sau những gì thấy ngày nay tại tu viện Thánh Gioan. Trong suốt chiều dài lịch sử, nghệ thuật, giáo dục và giải trí tất cả chỉ thực sự phát triển mạnh trong thời kỳ hòa bình, mặc dù chiến tranh thường là yếu tố quan trọng nhất để thay đổi công nghệ. Vào đầu thời Trung Cổ, những xung đột không ngừng giữa Vương quốc Frank đã cản trở tiến bộ nghệ thuật mà người La Mã yêu thích trước đây khi đế chế của họ đang ở đỉnh cao. Dưới thời vương quyền thịnh vượng của Charlemagne, một trật tự tu viện thời bình mới bắt đầu, mở đường cho các bức bích họa và kiến trúc được nhìn thấy tại Tu viện Thánh Gioan.
Là một tín đồ Kitô hữu sùng đạo, Charlemagne mong muốn tiếp tục cho người dân của mình vừa được giáo dục trong các giáo lý của nhà thờ, vừa để vương quốc của mình được ổn định. Một trong nhiều cách mà ông làm để đạt được điều này là thông qua sự bảo trợ của ông đối với nhiều tu viện trên khắp Vương quốc Frank. Các tu viện phục vụ như một nơi đào tạo các nhà truyền giáo, những người sẽ được gửi đến các khu vực mới được chinh phục để thực hiện việc chuyển đổi tín ngưỡng sang Kitô giáo. Mục tiêu của ông chủ yếu tập trung vào giáo dục, và nhiệm vụ của ông trên cương vị một vị vua là cung cấp nền tảng cho việc đào tạo các giáo sĩ để họ có thể lần lượt truyền giáo tới các giáo dân. Những tu viện này đóng vai trò là bức tranh cho phần lớn nghệ thuật và kiến trúc của thời kỳ Carolingian Phục hưng.
Các nghệ nhân Carolingian được biết đến là những họa sĩ, thợ đá quý và thợ kim hoàn lành nghề. Khả năng trang trí trên quy mô rộng và những công trình hoành tráng của họ thường được sử dụng để trang trí các bản thảo được viết bởi các tu sĩ tại tu viện như là tại tu viện Thánh Gioan.

## Thư viện ảnh

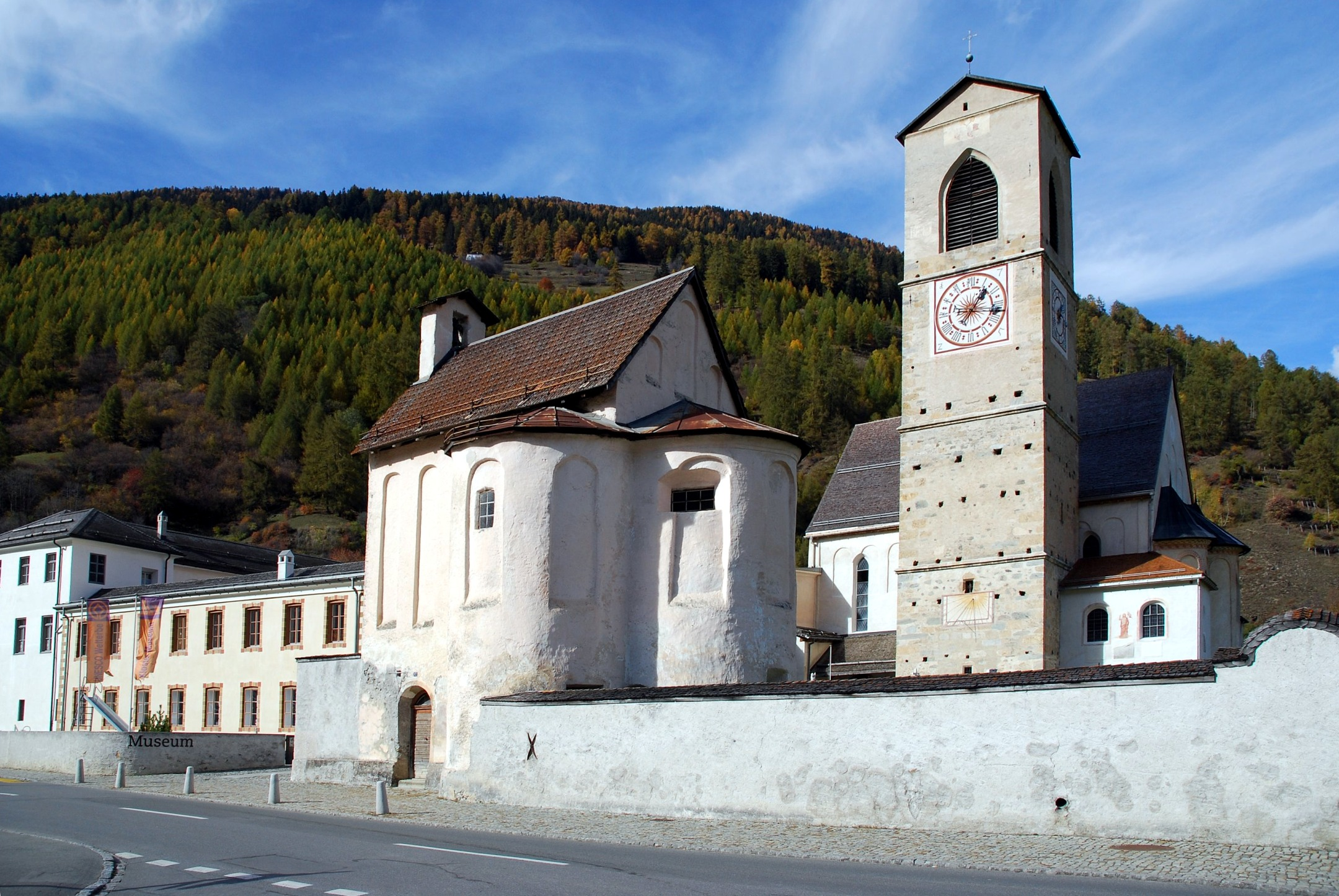
Tu viện Benedictine của St. John
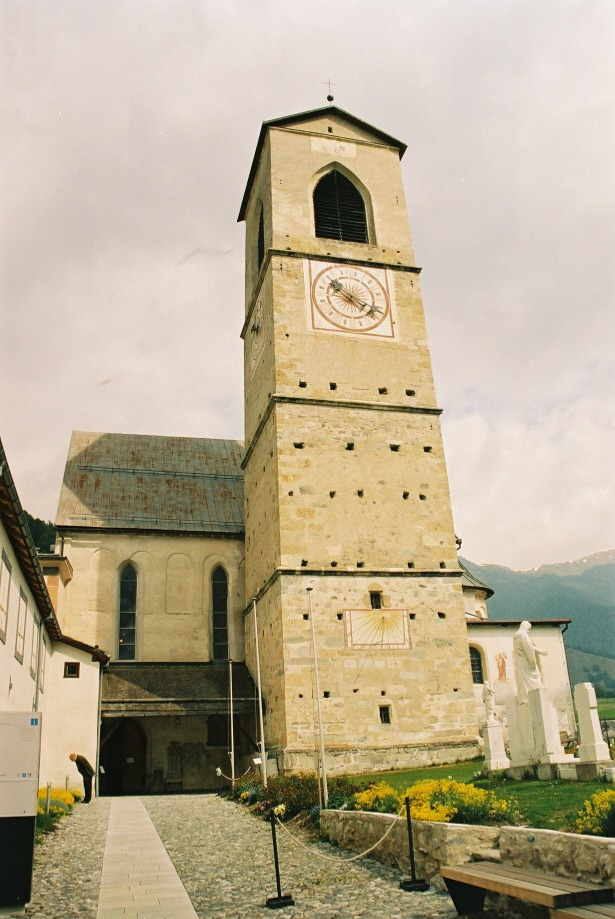
Tu viện St. John (2)
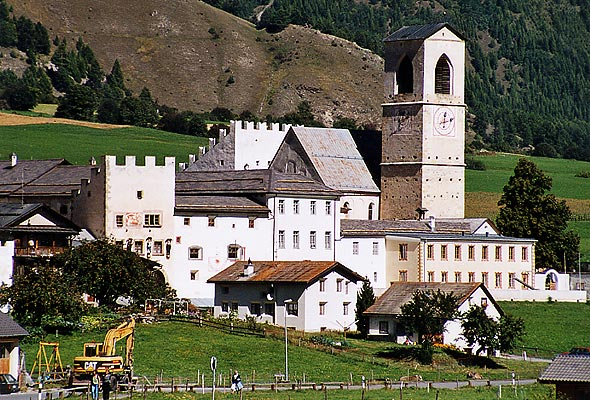
Tu viện St. John
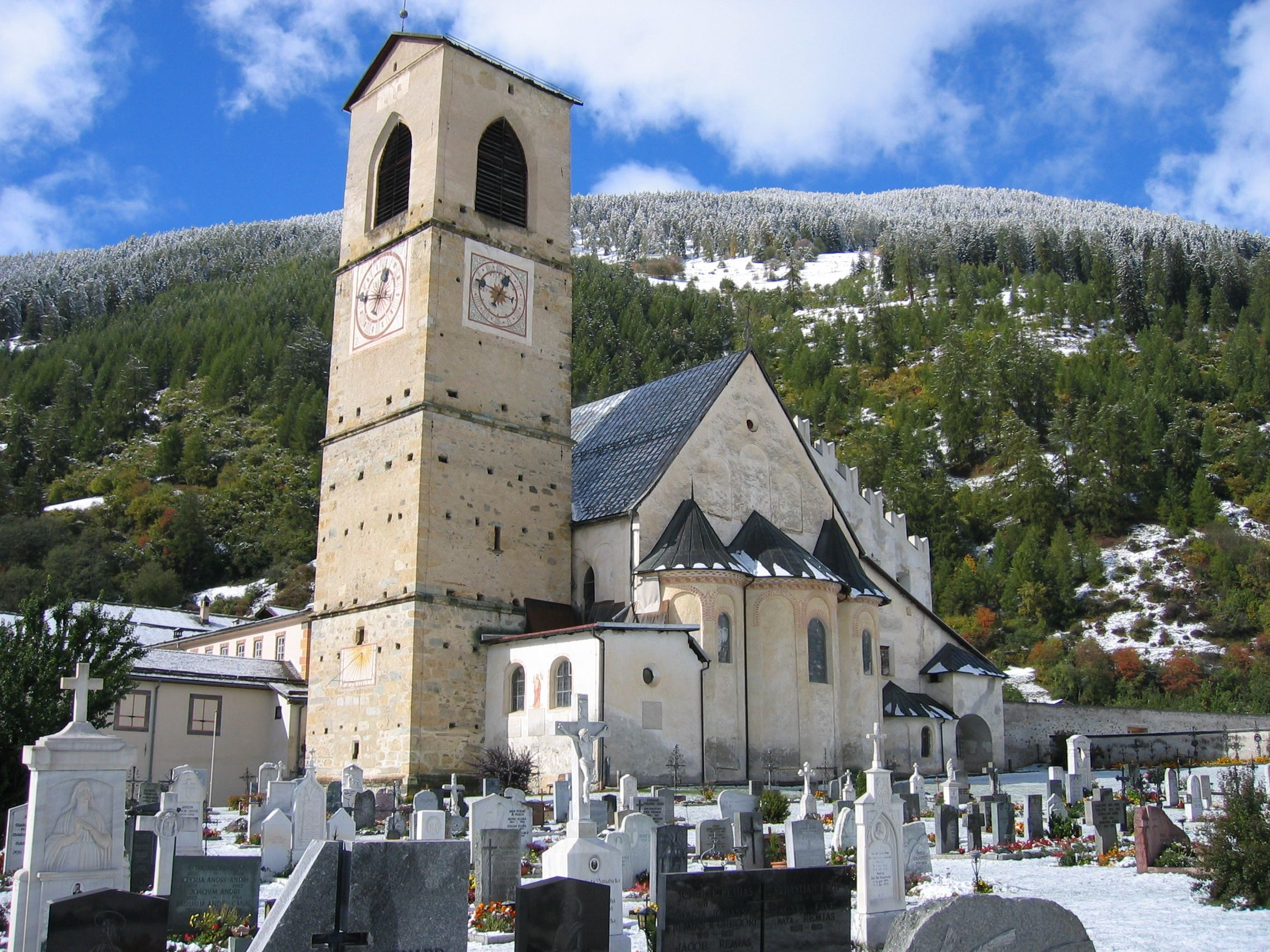
Tu viện St. John (2)
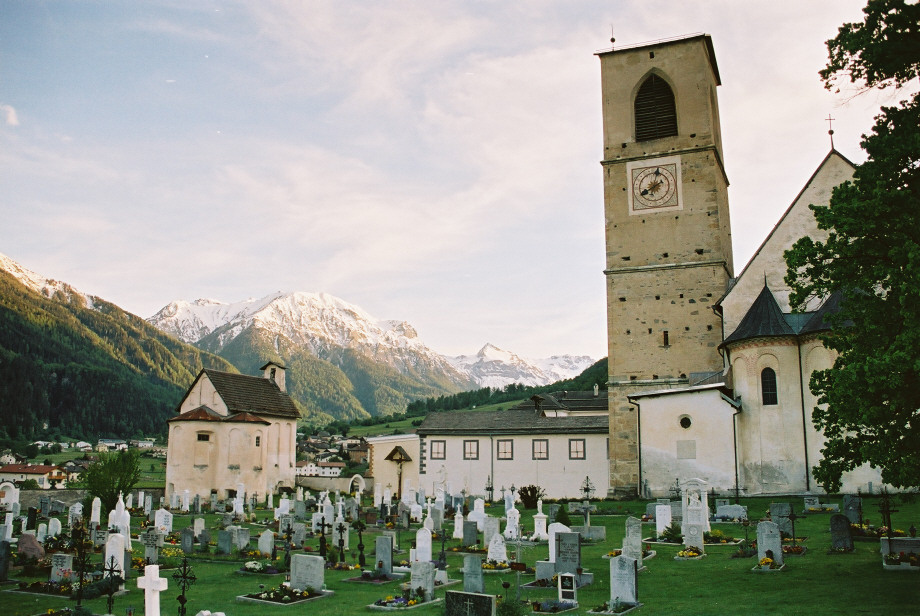
Nhà thờ tu viện
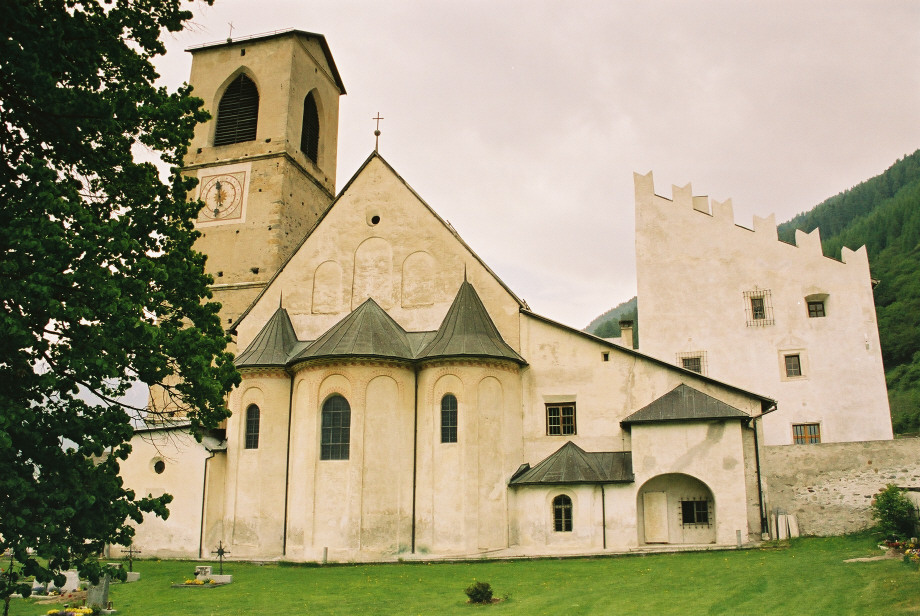
Nhà thờ Abbey có tháp nhà (phải)
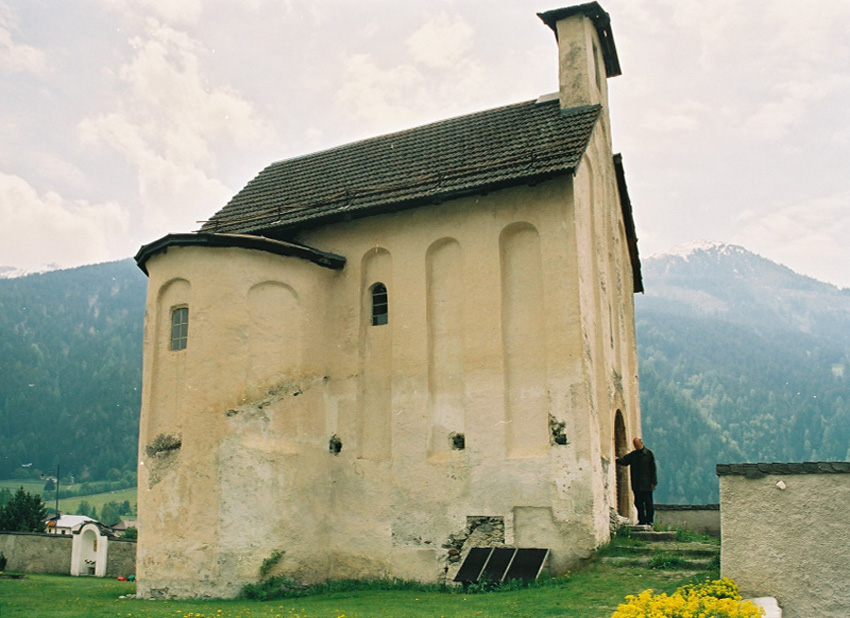
Nhà nguyện thập giá
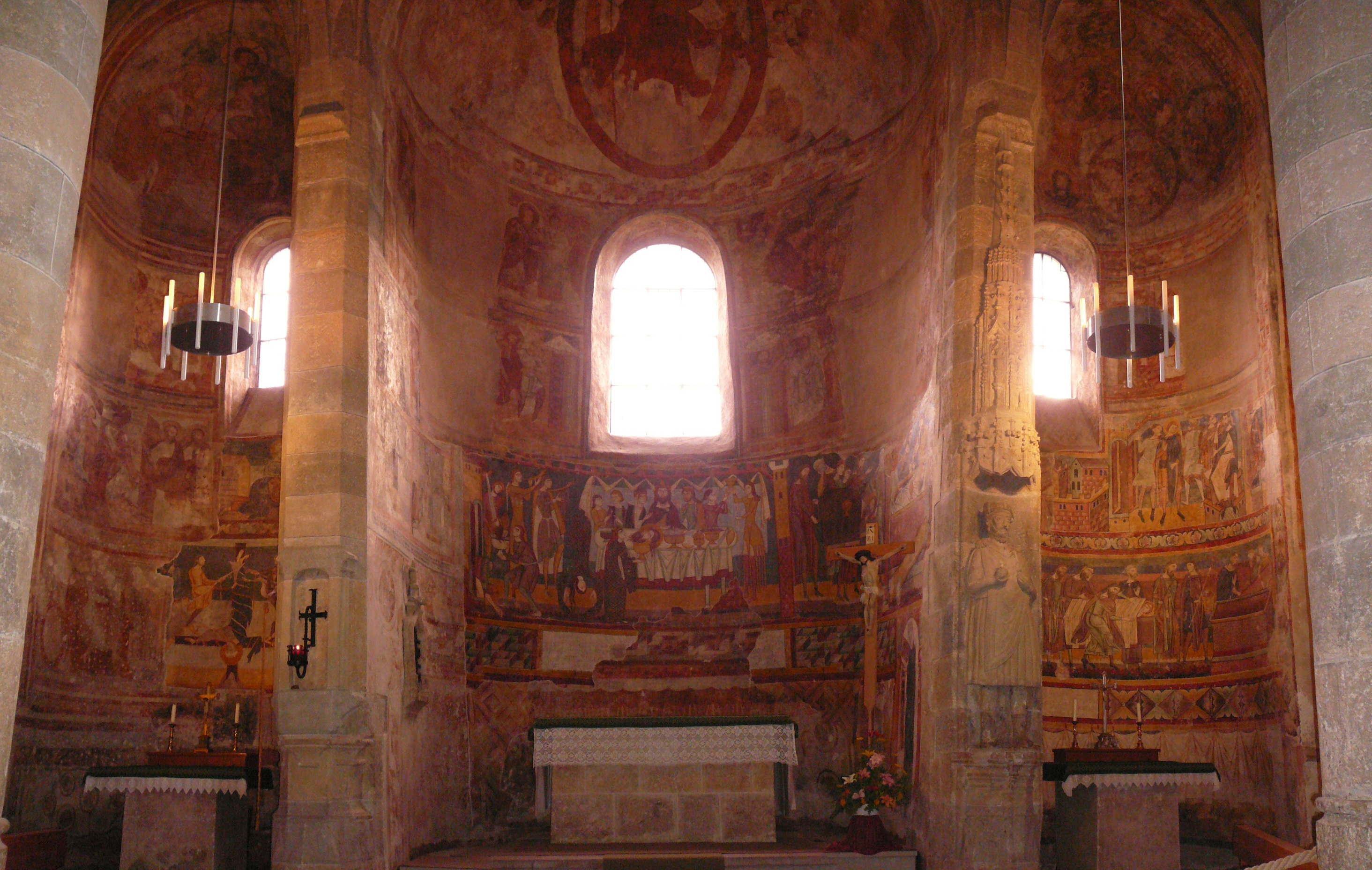
Nhà thờ ba gian
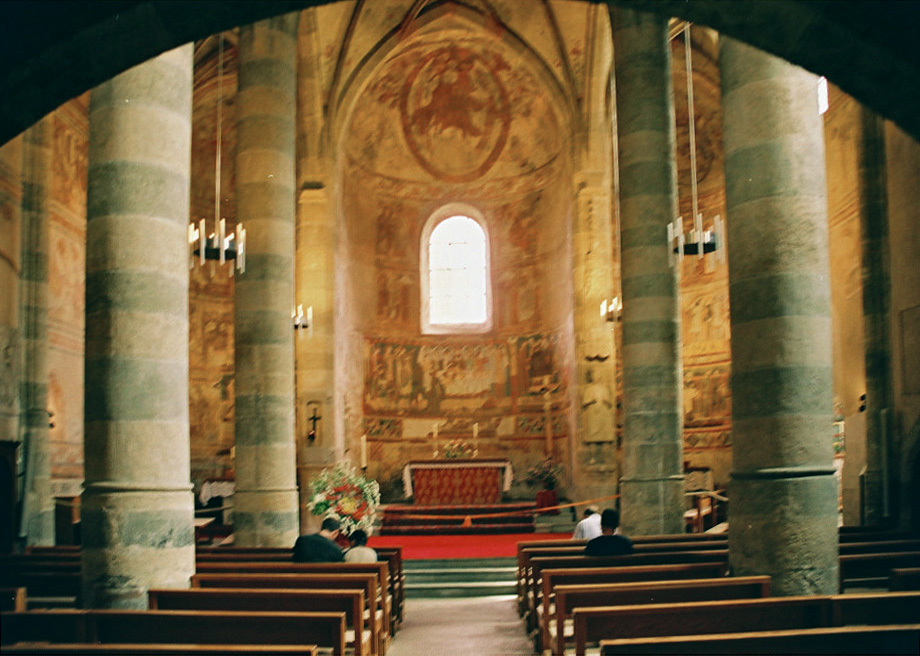
Quang cảnh trung tâm
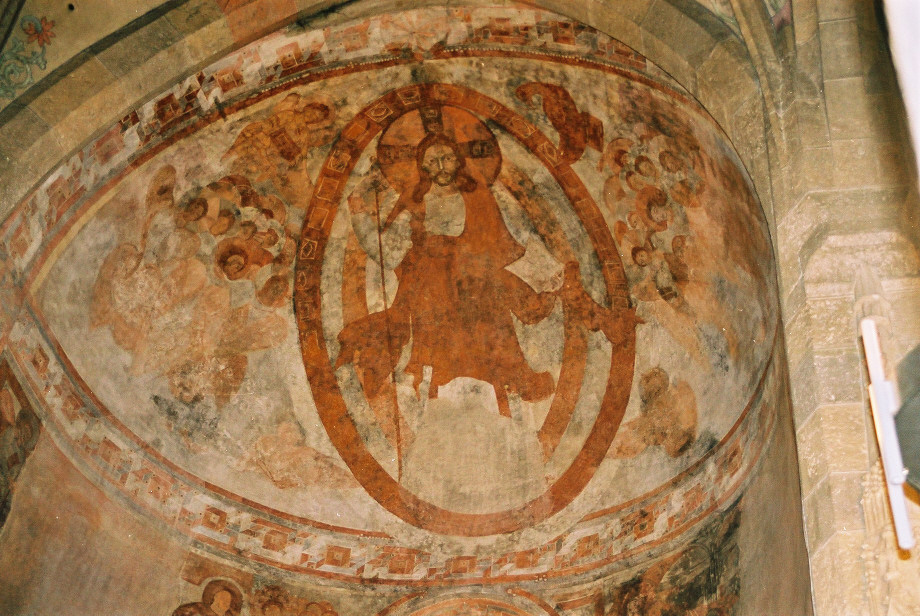
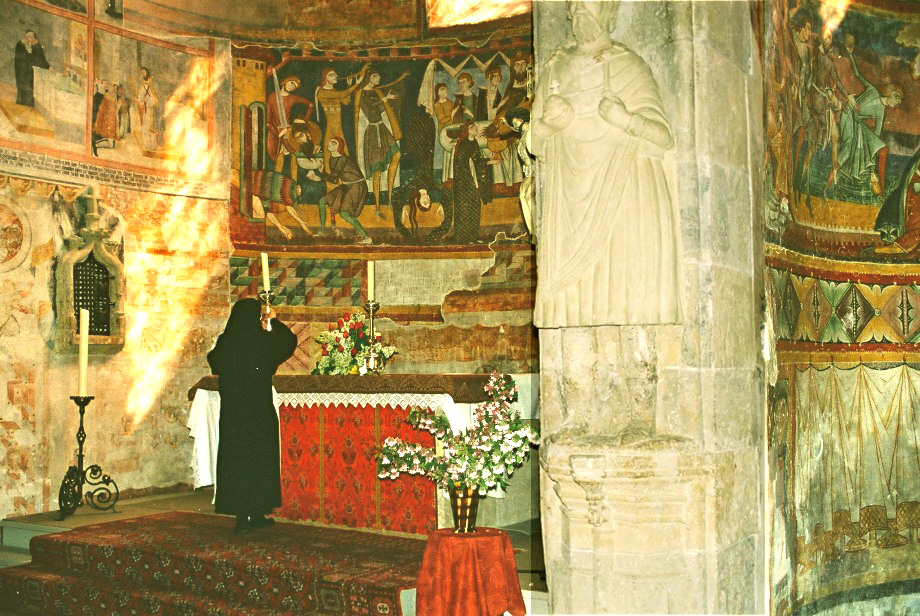
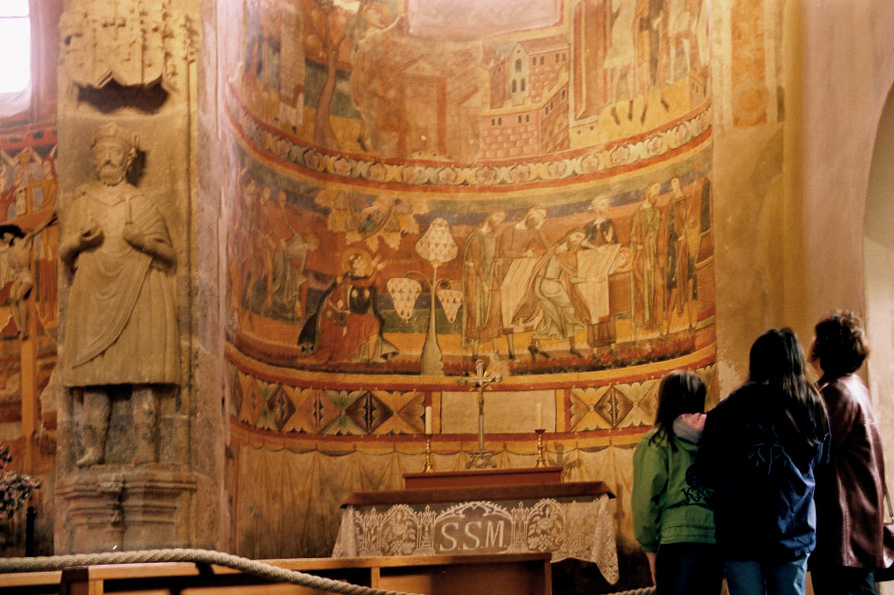
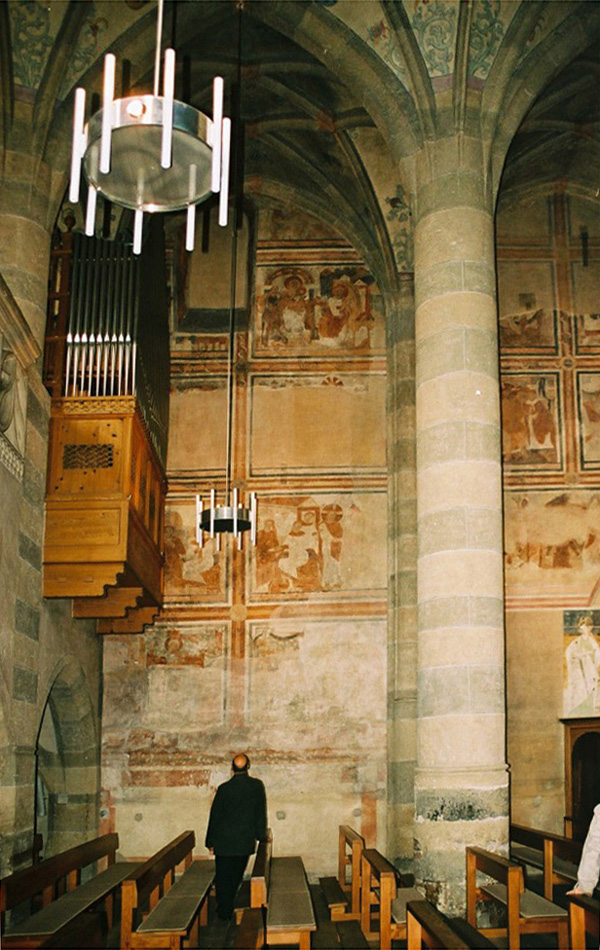
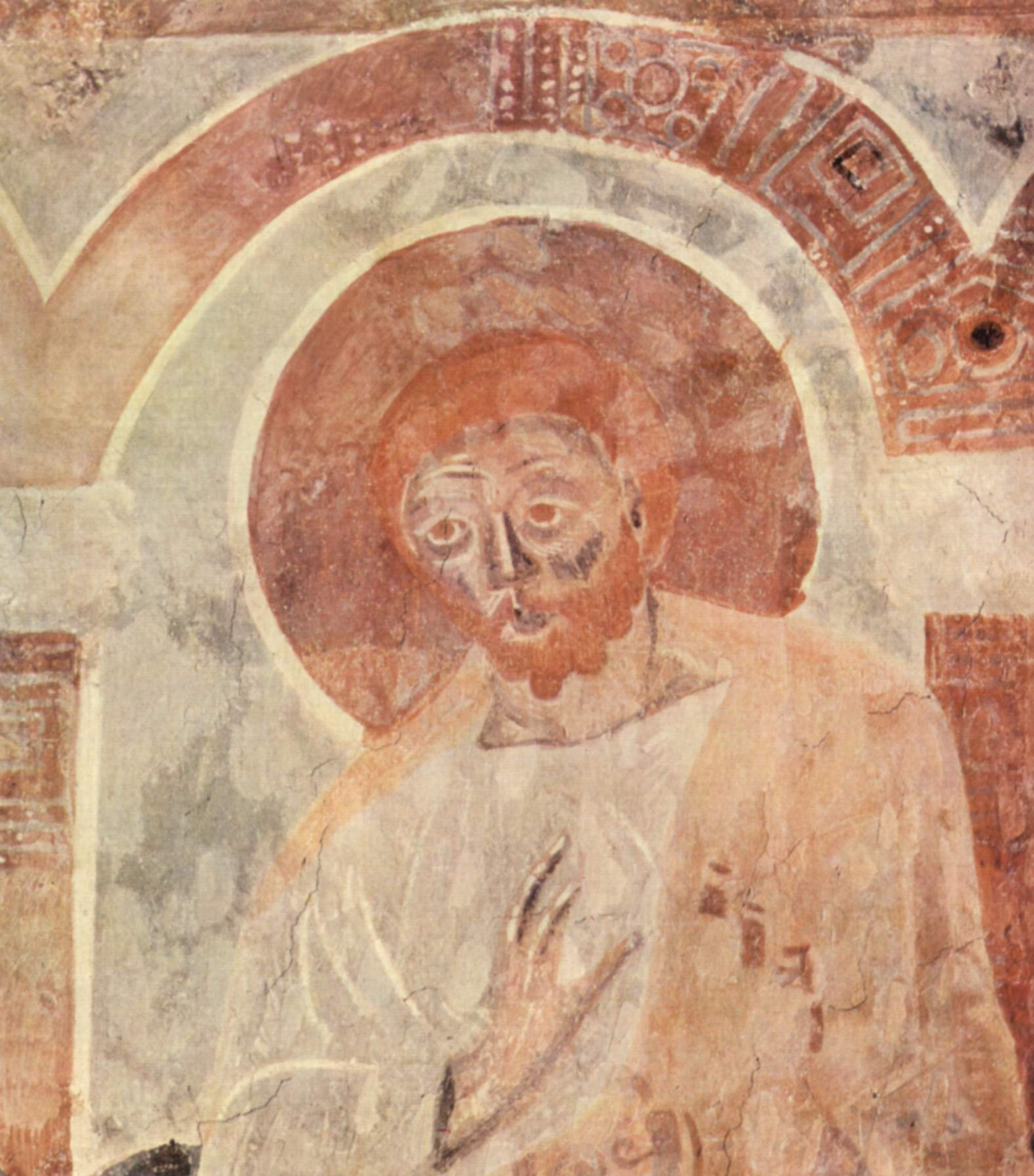
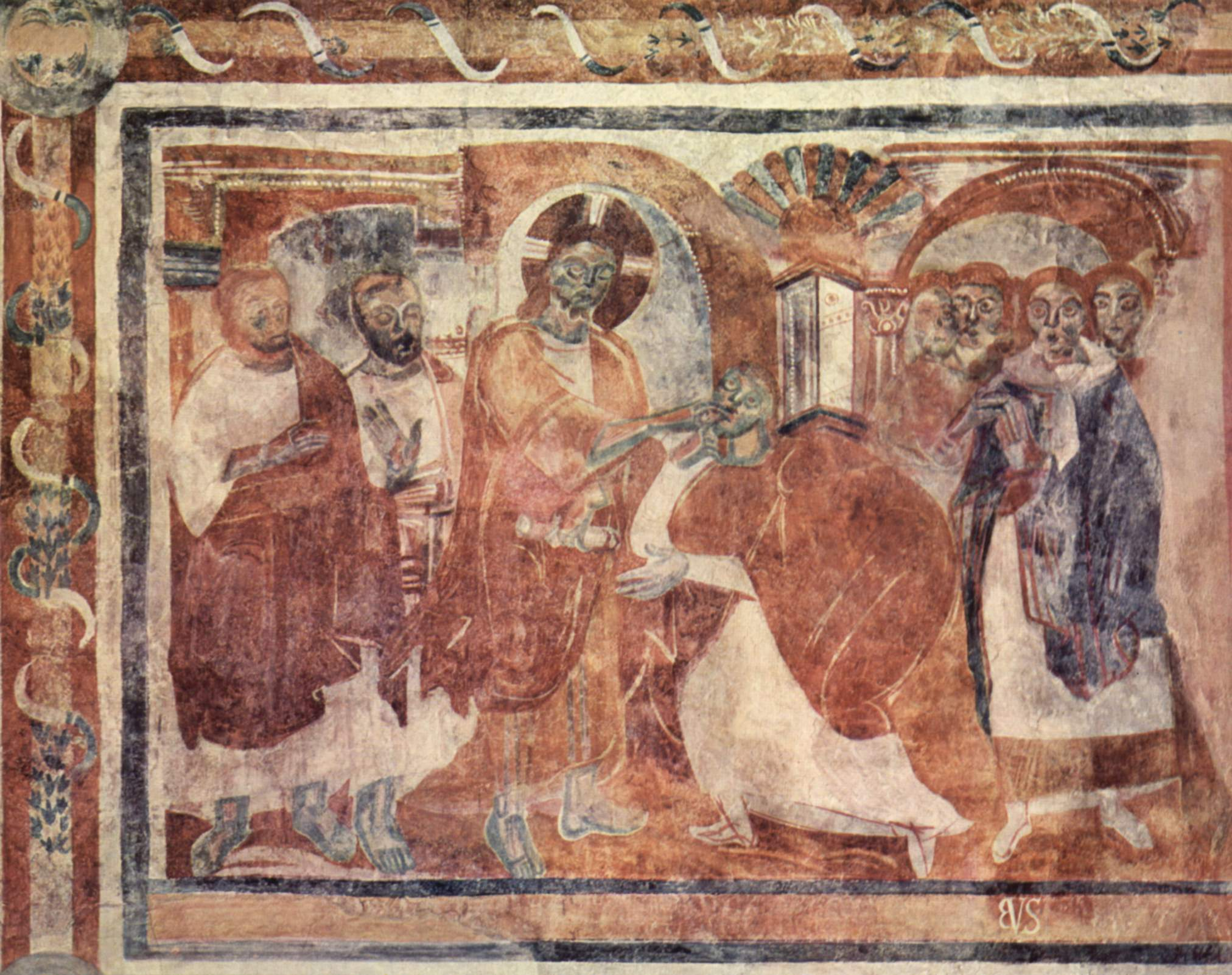
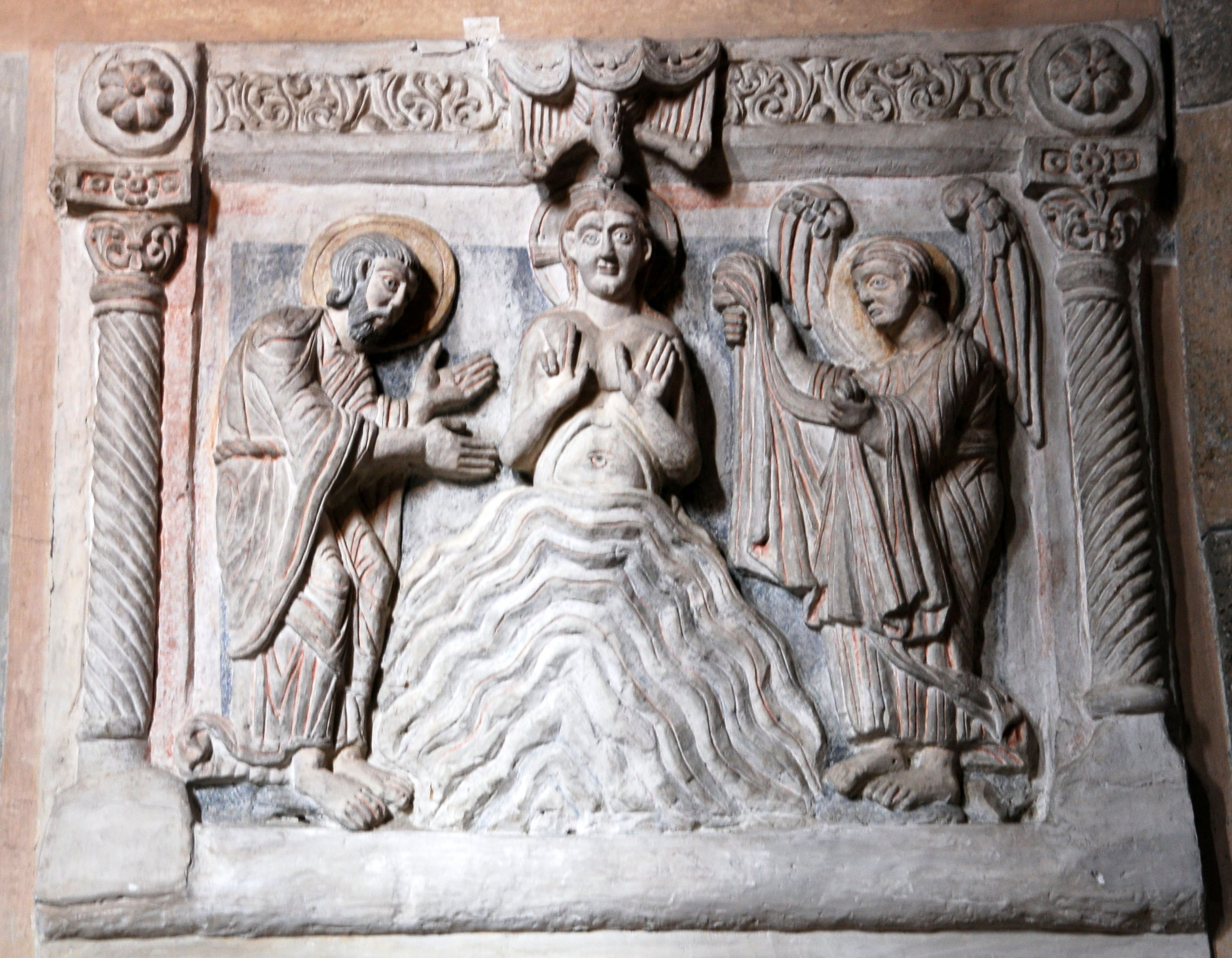